# Finale UEFA Lige prvaka 2011.
Finale UEFA Lige prvaka 2011. bio je susret odigran 28. svibnja 2011. na stadionu Wembley u Londonu i odlučivao je pobjednika Lige prvaka 2010./11, koji osvaja trofej prvaka Europe. Utakmica je bila vrhunac 56. sezone natjecanja, odnosno 19. u trenutnom formatu UEFA Lige prvaka iz 1993. godine.
U finalu su se susreli španjolska Barcelona i Manchester United iz Engleske, što je ponovljeni susret finala 2009. održanog u Rimu gdje je Barcelona tijumfirala s 2:0. Utakmica je započela u 19:45 po britanskom vremenu. Sudac utakmice bio je Mađar Viktor Kassai. Domaćin finala, novi stadion Wembley, ugostio je svoje finale nakon otvaranja 2007. Na starom Wembleyju odigrano je čak pet prijašnjih finala, 1963., 1968., 1971., 1978. i 1992.
Obje su ekipe prije finala imale po tri naslova europskih prvaka, Manchester United ih je osvojio 1968., 1999. i 2008.; a Barcelona 1992., 2006. i 2009. Barcelona je do finala došla pobijedivši Arsenal, Šahtar Donjeck i Real Madrid u 212.El Clásicu, dok je Manchester United svladao Marseille, Chelsea i Schalke u nokaut rundama. Manchester i Barcelona su u finale došli kao prvaci domaćih liga, Premier lige i La Lige, dok nijedno od njih nije osvojilo domaće kupove.
Barcelona je dominirala u susretu, i tako pobijedila razultatom od 3:1, pogocima Pedra Rodrígueza, Lionela Messija i Davida Ville, osvojivši svoj četvrti naslov.
Wayne Rooney je postigao jedini pogodak za Manchester United, koji je izjednačio susret prije poluvremena.
Pobjedom u ovom finalu, Barcelona je osigurala susret s Portom, pobjednikom Europske lige 2010./11., u UEFA Superkupu 26. kolovoza 2011. u Monaku, kao i mjesto u polufinalu Svjetskog klupskog prvenstva u prosincu 2011. UEFA-in prestavnik.

## Pozadina finala
Stari, originalni Wembley Stadium ugostio je pet finala Kupa prvaka do 2011. Finala 1968 i 1978. osvojile su engleskemomčadi: Manchester United pobijedio je Benficu 4:1 u finalu 1968., dok je Liverpool svladao Club Brugge 1:0 1978. godine. Benfica je također izgubila finale 1963., rezultatom 2:1 od Milana, dok je amsterdamski Ajax osvojio svoj prvi od tri uzastopna naslova prvaka Europe, upravo na Wembleyju 1971., pobijedivši Panathinaikos 2:0. U finalu 1992., španjolska Barcelona pobijedila je Sampdoriju rezultatom 1:0 u posljednjem finalu Kupa prvaka, jer je sljedeće sezone natjecanje započelo u novom formatu zvanom Liga prvaka.
Prvi put otvoren za izložbe Britanskog Carstva 1923. godine, stadion se zbog toga prvotno zvao Empire Stadium ('Carski stadion'). Te je godine ugostio svoje prvo finale FA kupa, kada je gotovo 200 000 gledatelja došlo gledati susret Bolton Wanderersa i West Ham Uniteda. Wembley je također bio domaćin svih utakmica Engleske reprezentacije na Svjetskom nogometnom prvenstvu 1966., uključujući i pobjedu od 4:2 nad Zapadnom Njemačkom u finalu, kao i susrete Engleske na Europskom prvenstvu 1996. Stari je stadion zatvoren 2000. i srušen tri godine kasnije, da bi se zamijenio arenom kapaciteta od 90 000 sjedala, otvorena 2007. godine.
Ovo je finale bilo identično onome dvije godine ranije, u kojem je Barcelona pobijedila rezultatom 2:0 na Olimpicu u Rimu. United i Barcelona su oboje osvojili tri naslova prvaka Europe prije ovog susreta. Manchester je trijumfirao tri godine ranije protiv Chelseaja, te protiv Bayern Münchena 1999. i Benfice 1968. Barcelona je svoj prvi naslov osvojila 19 godina ranije, protiv Sampdorije upravo na Wembleyju. Svoj drugi naslov stekla je 2006., pobjedom nad Arsenalom od 2:1 u Parizu. Najsvježiji naslov osvojen je protiv Uniteda 2009., što je za obje ekipe bilo dotad zadnje finale. Barcelona se pojavilo treći put u finalu u šest godina, dok je Manchester sudjelovao treći put u četiri godine.

## Put do finala
| Momčad        | Uta. | Pob. | Izj. | Por. | PoG. | PrG. | GR  | Bod. |
| ------------- | ---- | ---- | ---- | ---- | ---- | ---- | --- | ---- |
| Barcelona     | 6    | 4    | 2    | 0    | 14   | 3    | +11 | 14   |
| København     | 6    | 3    | 1    | 2    | 7    | 5    | +2  | 10   |
| Rubin Kazan   | 6    | 1    | 3    | 2    | 2    | 4    | −2  | 6    |
| Panathinaikos | 6    | 0    | 2    | 4    | 2    | 13   | −11 | 2    |

| Momčad            | Uta. | Pob. | Izj. | Por. | PoG. | PrG. | GR  | Bod. |
| ----------------- | ---- | ---- | ---- | ---- | ---- | ---- | --- | ---- |
| Manchester United | 6    | 4    | 2    | 0    | 7    | 1    | +6  | 14   |
| Valencia          | 6    | 3    | 2    | 1    | 15   | 4    | +11 | 11   |
| Rangers           | 6    | 1    | 3    | 2    | 3    | 6    | −3  | 6    |
| Bursaspor         | 6    | 0    | 1    | 5    | 2    | 16   | −14 | 1    |

## Uoči utakmice

### Stadion
Wembley Stadium izabran je za stadiona domaćina finala UEFA Lige prvaka 2011. na sastanku Izvršnog odbora UEFA-e u Nyonu u Švicarskoj, 29. siječnja 2009. Ostali kandidati za domaćinstvo finala bili su Allianz Arena u Münchenu i berlinski Olimpijski stadion. Umjesto ovog finala, Allianz Arena odabrana je za domaćina finala 2012. Za vikend kojeg je UEFA odredila za igranje finala Lige prvaka 2011., trebalo se tradicionalno igrati doigravanje unutar The Football League; međutim, zbog UEFA-ine odredbe da se stadion finala Lige prvaka ne smije koristiti onaj tjedan kada se finale igra, doigravanja su morala biti premještena. Zbog ovog kršenja ugovora između Engleskog nogometnog saveza (FA), The Football League je zahtijevala nadoknadu. 21. siječnja 2011., kao dio nagodbe s FA-om, doigravanja za League One i League Two premještena su na Old Trafford u Manchesteru, da bi se igrala 28. i 29. svibnja 2011.; dok se doigravanje za Football League Championship nije razmjestilo. Doigravanje za Conference National također je premješteno u Manchester, ali na City of Manchester Stadiumu, 21. svibnja 2011.
UEFA-in ambasador finala 2011. je bivši napadač Tottenham Hotspura Gary Lineker. Njegova prva dužnost kao ambasadora bilo je pomaganje u ždrijebu skupina Lige prvaka, 26. kolovoza 2010. Lineker je kasnije sudjelovao u otkrivanju bizajna logotipa finala Lige prvaka, 25. studenog 2010. na događaju na Wembleyju. Događaj je vodio voditelj sa Sky Sportsa, Richard Keys, a događaj su također posjetili UEFA-in direktor za natjecanja Giorgio Marchetti, bivši britanski ministaršporta i predstavnik Grada Londona Kate Hoey, glavni tajnik The Football Associationa Alex Horne, i engleska nogometna reprezentativka Faye White. Logo finala je u stilu heraldičkog grba, u sredini je trofej Lige prvaka, zvan Kup europskih klupskih prvaka okružen dvama lavovima. Prema izjavama Radiant Studiosa dizajera logotipa iz Londona, lavovi trebaju predstavljati dvije momčadi koje će sudjelovati u finalu, boreći se za trofej. Za korištenje tradicionalnih elemenata u suvremenom stilu insprirali su ih, kako kažu, moderni britanski dizajneri poput Vivienne Westwood i krojači poput onih s poznatog Savile Rowa.

### Ulaznice
Iako Wembley Stadium može primiti do 90 000 gledatelja, maksimalni kapacitet za finale Lige prvaka 2011. bio je otprilike 86 000. Dvije momčadi koje su došle do finala dobile su po 25 tisuća ulaznica, dok je još 11 000 stavljeno na opću prodaju. Razdoblje prijava za ulaznice otvoreno je 24. veljače 2011., a zatvoreno 18. ožujka u 17:00 po Greenwich vremenu, gdje su se osvajači karata određivali izvlačenjem prije 6. travnja.
Svečanost početka prodaje karata održana je 17. veljače 2011. u londonskoj Gradskoj vijećnici. Događaj je također iskorišten kao promocija prodaje ulaznica, koju je posjetio ambasador finala Gary Lineker, nogometašica Hope Powell, bivši nogometaš Graeme Le Saux, UEFA-in četvrti potpredsjednik Marios N. Lefkaritis, i potpredsjednik The Football Associationa Barry Bright. Le Sauxu i Powellu simbolički su dodijeljene prve ulaznice za finale.

### Službena lopta
Kao i kod prošlih deset finala UEFA Lige prvaka, počevši s onim iz 2001., službenu je loptu za finale proizvela njemačka tvrtka Adidas. Otkrivena 3. ožujka 2011. na Wembleyju, Adidas Finale London koristi dizajn s poznatim zvijezdama UEFA Lige prvaka. Po uzoru na križ Svetog Jurja na engleskoj zastavi, lopta sadrži crvene zvijezde povezane u veliku središnju narančastu zvijezdu. Tehnički, lopta dijeli istu strukturu kao Adidas Finale Madrid, korištenu u finalu 2010.

### Ceremonija otvaranja
Finale Lige prvaka 2011. službeno je započelo 21. svibnja 2011. s otvaranjem UEFA-ina Festivala prvaka na javnoj tribini u Hyde Parku u Londonu. Festival je trajao cijelog tijedna do središnjeg susreta na Wembleyju, a zatvoren je samo nekoliko sati prije prvog sučeva zvižduka. Među atrakcijama na festivalu, prikazivani su isječci iz povijesti Kupa prvaka, minijaturna nogometna igrališta za javno korištenje, kao i izložba samog trofeja Lige prvaka.

## Susret

### Sažetak
Barcelona je nadigrala Manchester United, imajući 68% posjeda lopte i s 22 pokušaja na gol naspram Unitedovih četiri. Manchesterov plan igre bio je zaustavljanje Barçinih napada i držati igru podalje od svog gola kad god imaju loptu u posjedu. Tako je United često isprobavao duge lopte kao metode napada. Engleska je momčad zopočela bolju igru na linijama, s većim posjedom i kratkim pkušajima na gol u početnim minutama susreta. Javier Hernández je pokušao s dva udarca od kojih je jedan blokran, a drugi je prošao iznad grede, iako je svejedno bio u zaleđu. David Villa je zadao dalekometni šut u 19. minuti, i još jedan dvije minute kasnije odlično obranjen od vratara Van der Sara. Nakon toga, Barcelona je preuzela vodstvo u 27. minuti kad je Xavi proigrao Pedra, koji je zabio s desne strane šesnaesterca. Izgledalo je da bi Barcelona mogla pobijediti samo držeći loptu u posjedu. Međutim, United izjednačuje sedam minuta kasnije. Nakon kratkog pritiska na Barcelonu koja je imala udarac sa strane duboko u svojoj polovici terena, Wayne Rooney je uzeo loptu, odigrao dupli pas s Giggsom, i zabio u rašlje s 14-ak metara. Kasnije snimke pokazuju da je Giggs možda bio u zaleđu. Na samom kraju prvog poluvremena, Messi je umalo postigao pogodak nakon ubačaja Ville ali nije uspio iako je bio samo nekoliko metara od vrata. Uskoro nakon toga, Kassai je označio kraj prvog dijela.
Dominacija Barcelone nastavljena je u drugom poluvremenu. Messi je umalo doveo Barçu u vodstvo u 52. minuti kada je naletio na odbijanac od Van der Sara nakon udarca Daniela Alvesa, no na vrijeme je glavom očistio Patrice Evra. Barcelona je vratila vodstvo u 54. minuti kada je Messi primio loptu i opucao s otprilike 18 metara. Katalonci su i dalje nastavili dominaciju. Messi je okrenuo Rija Ferdinanda i pucao sa samo sedam metara, ali je obranio Van der Sar. U 66. minuti, Xavi je okušao nizozemskog vratara udarcem iz daljine, što je Van der Sar spasio, a Iniesta isto pokušao nekoliko minuta kasnije, opet neuspješno. Treći je pogodak pao u 69. minuti. David Villa je dobio loptu s oko 18 metara i zabio u gornji kut Manchesterova gola postavivši končana rezultat. United je odmah pokušao uzvratiti brzim napadom, gdje je Rooney zapucao malo iznad grede. Nani je zatim prošao 15-ak metara na Barçinoj polovici u 85. minuti i pucao na Valdesova vrata, ali opet iznad grede. Ostalo je premalo vremena za englesku momčadi, pa je Barcelona sigurno privela susret kraju i osvojila svoj četvrti naslov europskog prvaka u samo šest godina.

### Detalji
| 28. svibnja 2011. 19:45 (UTC+1) |             |                   |                                                                                 |
| Barcelona                       | 3 : 1       | Manchester United | Wembley Stadium, London Broj gledatelja: 87 695 Sudac: Viktor Kassai (Mađarska) |
| Pedro 27' Messi 54' Villa 69'   | (izvještaj) | Rooney 34'        | Wembley Stadium, London Broj gledatelja: 87 695 Sudac: Viktor Kassai (Mađarska) |

| Barcelona | Manchester United |

|                 |    |                   |     |       |
|                 |    |                   |     |       |
| GK              | 1  | Víctor Valdés     | 85' |       |
| RB              | 2  | Daniel Alves      | 60' | 88'   |
| CB              | 14 | Javier Mascherano |     |       |
| CB              | 3  | Gerard Piqué      |     |       |
| LB              | 22 | Éric Abidal       |     |       |
| DM              | 16 | Sergio Busquets   |     |       |
| CM              | 6  | Xavi              |     |       |
| CM              | 8  | Andrés Iniesta    |     |       |
| RF              | 7  | David Villa       |     | 86'   |
| CF              | 10 | Lionel Messi      |     |       |
| LF              | 17 | Pedro             |     | 90+2' |
| Zamjene:        |    |                   |     |       |
| GK              | 38 | Oier Olazábal     |     |       |
| DF              | 5  | Carles Puyol      |     | 88'   |
| DF              | 21 | Adriano           |     |       |
| MF              | 15 | Seydou Keita      |     | 86'   |
| MF              | 20 | Ibrahim Afellay   |     | 90+2' |
| MF              | 30 | Thiago Alcântara  |     |       |
| FW              | 9  | Bojan Krkić       |     |       |
| Trener:         |    |                   |     |       |
| Josep Guardiola |    |                   |     |       |

|                   |    |                   |     |     |
|                   |    |                   |     |     |
| GK                | 1  | Edwin van der Sar |     |     |
| RB                | 20 | Fábio             |     | 69' |
| CB                | 5  | Rio Ferdinand     |     |     |
| CB                | 15 | Nemanja Vidić     |     |     |
| LB                | 3  | Patrice Evra      |     |     |
| RM                | 25 | Antonio Valencia  | 79' |     |
| CM                | 16 | Michael Carrick   | 61' | 77' |
| CM                | 11 | Ryan Giggs        |     |     |
| LM                | 13 | Park Ji-Sung      |     |     |
| SS                | 10 | Wayne Rooney      |     |     |
| CF                | 14 | Javier Hernández  |     |     |
| Zamjene:          |    |                   |     |     |
| GK                | 29 | Tomasz Kuszczak   |     |     |
| DF                | 12 | Chris Smalling    |     |     |
| MF                | 8  | Anderson          |     |     |
| MF                | 17 | Nani              |     | 69' |
| MF                | 18 | Paul Scholes      |     | 77' |
| MF                | 24 | Darren Fletcher   |     |     |
| FW                | 7  | Michael Owen      |     |     |
| Trener:           |    |                   |     |     |
| Sir Alex Ferguson |    |                   |     |     |

| Igrač utakmice prema UEFA-i: Lionel Messi (Barcelona) Igrač utakmice po izboru navijača: Lionel Messi (Barcelona) Pomoćni suci: Gábor Erős (aut linija) György Ring (aut linija) Mihály Fábián (gol-aut linija) Tamás Bognár (gol-aut linija) Četvrti sudac: István Vad Rezervni sudac: Robert Kispál |

### Statistika
|                  | Barcelona | Manchester United |
| ---------------- | --------- | ----------------- |
| Pogodci          | 1         | 1                 |
| Udarci (ukupno)  | 8         | 2                 |
| Udarci (u okvir) | 3         | 1                 |
| Posjed lopte     | 67%       | 33%               |
| Udarci iz kuta   | 1         | 0                 |
| Prekršaji        | 2         | 5                 |
| Zaleđa           | 0         | 4                 |
| Žuti kartoni     | 0         | 0                 |
| Crveni kartoni   | 0         | 0                 |

|                  | Barcelona | Manchester United |
| ---------------- | --------- | ----------------- |
| Pogodci          | 2         | 0                 |
| Udarci (ukupno)  | 11        | 2                 |
| Udarci (u okvir) | 9         | 0                 |
| Posjed lopte     | 62%       | 38%               |
| Udarci iz kuta   | 5         | 0                 |
| Prekršaji        | 3         | 11                |
| Zaleđa           | 1         | 1                 |
| Žuti kartoni     | 2         | 2                 |
| Crveni kartoni   | 0         | 0                 |

|                  | Barcelona | Manchester United |
| ---------------- | --------- | ----------------- |
| Pogodci          | 3         | 1                 |
| Udarci (ukupno)  | 19        | 4                 |
| Udarci (u okvir) | 12        | 1                 |
| Posjed lopte     | 63%       | 37%               |
| Udarci iz kuta   | 6         | 0                 |
| Prekršaji        | 5         | 16                |
| Zaleđa           | 1         | 5                 |
| Žuti kartoni     | 2         | 2                 |
| Crveni kartoni   | 0         | 0                 |

## Vanjske poveznice
- Liga prvaka 2010./11., UEFA.com
- Finale UEFA Lige prvaka 2011., UEFA.com

| Finala Kupa prvaka i UEFA Lige prvaka | Finala Kupa prvaka i UEFA Lige prvaka |
| ------------------------------------- | --- |
|                                       | |
| Kup prvaka                            | 1956. • 1957. • 1958. • 1959. • 1960. • 1961. • 1962. • 1963. • 1964. • 1965. • 1966. • 1967. • 1968. • 1969. • 1970. • 1971. • 1972. • 1973. • 1974. • 1975. • 1976. • 1977. • 1978. • 1979. • 1980. • 1981. • 1982. • 1983. • 1984. • 1985. • 1986. • 1987. • 1988. • 1989. • 1990. • 1991. • 1992. |
|                                       | |
| Liga prvaka                           | 1993. • 1994. • 1995. • 1996. • 1997. • 1998. • 1999. • 2000. • 2001. • 2002. • 2003. • 2004. • 2005. • 2006. • 2007. • 2008. • 2009. • 2010. • 2011. • 2012. • 2013. • 2014. • 2015. • 2016. • 2017. • 2018. • 2019. • 2020. • 2021. • 2022. • 2023. • 2024.                                         |

| Finala Kupa prvaka i UEFA Lige prvaka | Finala Kupa prvaka i UEFA Lige prvaka |
| ------------------------------------- | --- |
|                                       | |
| Kup prvaka                            | 1956. • 1957. • 1958. • 1959. • 1960. • 1961. • 1962. • 1963. • 1964. • 1965. • 1966. • 1967. • 1968. • 1969. • 1970. • 1971. • 1972. • 1973. • 1974. • 1975. • 1976. • 1977. • 1978. • 1979. • 1980. • 1981. • 1982. • 1983. • 1984. • 1985. • 1986. • 1987. • 1988. • 1989. • 1990. • 1991. • 1992. |
|                                       | |
| Liga prvaka                           | 1993. • 1994. • 1995. • 1996. • 1997. • 1998. • 1999. • 2000. • 2001. • 2002. • 2003. • 2004. • 2005. • 2006. • 2007. • 2008. • 2009. • 2010. • 2011. • 2012. • 2013. • 2014. • 2015. • 2016. • 2017. • 2018. • 2019. • 2020. • 2021. • 2022. • 2023. • 2024.                                         |